# Estación Leopoldina
La Estación Barón de Mauá (también llamada Estación Leopoldina) es una terminal ferroviaria ubicada en la ciudad de Río de Janeiro, Brasil. Fue inaugurada el 6 de noviembre de 1926 por el Ferrocarril Leopoldina con el nombre de Barón de Mauá. La estación fue cerrada a los pasajeros en febrero de 2001 durante un accidente en su cochera y después de que los pasajeros fueran reubicados en la terminal Don Pedro II (Estación Central de Brasil), cuando su derecho de uso fue cedido a SuperVia.

## Historia
La línea que unía la Zona Central del estado de Río de Janeiro a Petrópolis y Três Rios fue construida por diferentes empresas en diferentes épocas. Una pequeña parte de ella es la más antigua de Brasil, construida por el Barón de Mauá en 1854 y que une el puerto de Mauá (Guía de Pacobaíba) a la Estación de Raiz da Serra (Vila Inhomirim). El tramo entre esta última y la estación de Piabetá fue incorporado por el Ferrocarril Príncipe do Grão-Pará, que construyó la prolongación hasta Petrópolis y Areal entre 1883 y 1886. La estación de Areal fue finalmente unida a la de Três Rios en 1900 por el Ferrocarril Leopoldina.
El tramo entre la estación de São Francisco Xavier, del Ferrocarril Central de Brasil, y la estación de Piabetá fue entregado entre 1886 y 1888 por el llamado Ferrocarril Norte que, en ese último año, fue comprado por la R. J. Northern Railway. Finalmente, en 1890, toda la línea pasó a manos del Ferrocarril Leopoldina. En 1926, la línea fue finalmente ampliada hasta la estación Barão de Mauá, inaugurada ese año, eliminando el empalme de São Francisco Xavier. El tramo entre Vila Inhomirim y Três Rios se suprimió el 5 de noviembre de 1964. Todo el tramo entre el centro de Río de Janeiro y Vila Inhomirim sigue en funcionamiento para los trenes metropolitanos.

### Construcción

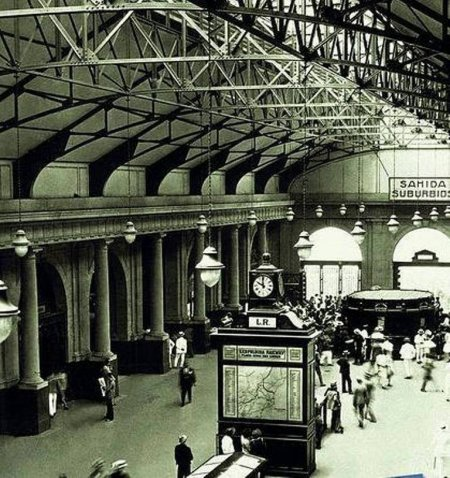
Patio interno de la estación en el momento de su inauguración, 1926

La estación de Barão de Mauá, que lleva el nombre del pionero del ferrocarril en Brasil, fue inaugurada en 1926, diecisiete años después de que se iniciaran las discusiones y solicitudes de autorización para su construcción. Fue proyectada por el arquitecto escocés Robert Prentice, autor también del Palácio da Cidade, oficina del alcalde, en Botafogo. El ingeniero Hélio Suevo, autor del libro "A formação das estradas de ferro no Rio de Janeiro", afirma que la estación es un ejemplo de arquitectura eduardiana en Brasil, inspirada en los edificios palaciegos ingleses. En estilo ecléctico, sin embargo, el edificio es asimétrico, ya que no se siguió al pie de la letra el estilo escocés. Su centro sólo continúa hacia la derecha. Falta el lado izquierdo, previsto en el proyecto original.
La línea Leopoldina partía de la Estación São Francisco Xavier de la Central do Brasil, lo que obligaba a los pasajeros a cambiar de tren debido a la diferencia de gálibo. La historia de las idas y venidas para la construcción de la estación es bastante complicada, pero acabó generando una discusión sobre si la estación debería haber sido construida con espacio para la Línea Auxiliar de la Central do Brasil y Rio D'Ouro, ambos también de trocha métrica. En 1934, la discusión terminó con la victoria de la Leopoldina: la estación sólo serviría a Leopoldina ya que el gobierno, propietario de Central y Rio d'Ouro, no había cumplido su promesa de pagar también su parte en su construcción.
Entre 1909 y 1926, la Leopoldina utilizó una estación provisional para embarcar en sus líneas, que se habían ampliado hacia 1910 hasta Praia Formosa.
Desde su inauguración hasta la primera mitad de la década de 1980, la estación fue una de las principales terminales de trenes de larga distancia de Río de Janeiro, especialmente los que unían la capital con el norte fluminense y los estados de Minas Gerais y Espírito Santo.
En 1994, la estación se convirtió oficialmente en la terminal de los antiguos trenes de acero de Santa Cruz, ahora reformados y denominados Tren de Plata, que conectaban Río de Janeiro con São Paulo, terminando en la estación de Barra Funda del antiguo Ferrocarril Santos-Jundiaí. El Tren de Plata estuvo en funcionamiento hasta noviembre de 1998.
La estación dejó de utilizarse definitivamente para el embarque de pasajeros a principios del siglo XXI, siendo todos los pasajeros transferidos a la Estación Dom Pedro II (actual Estación Central de Brasil), del antiguo Ferrocarril Central de Brasil. Desde entonces, está cerrada y abandonada, y se proyecta convertirla en museo o centro comercial.

### Cierre

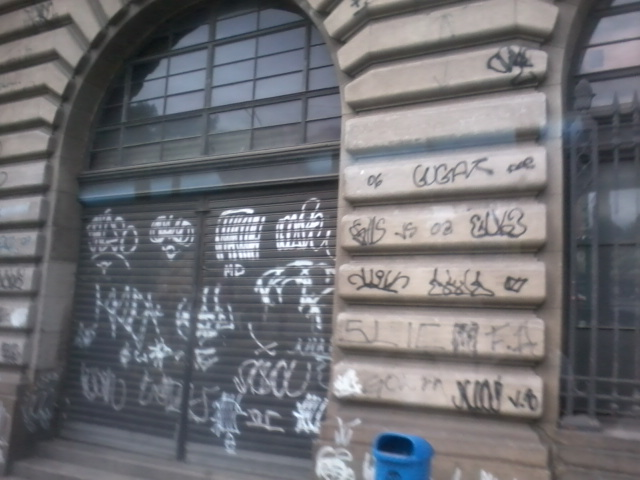
Una de las puertas de entrada de la estación, actualmente desactivada

La estación de Barão de Mauá fue cerrada a los pasajeros en febrero de 2001 tras un accidente en el que un EMU, procedente de la Estación São Cristóvão, perdió el control de los frenos y colisionó con uno de los pilares del andén de embarque y desembarque de pasajeros. Poco antes, sin embargo, los trenes del Ramal de Gramacho fueron reubicados en la terminal D. Pedro II (Estación Central), cuando su derecho de uso fue cedido a SuperVia. En la actualidad, la planta baja de la terminal, los andenes y todo el terreno circundante, perteneciente al gobierno del estado de Río de Janeiro, se utilizan en parte como depósito de trenes viejos y desguazados. La mayor parte del edificio está vacío y cerrado.
En la sala 106 de la planta baja de la estación se encuentra la AFERJ - Asociación de Ferromodelismo de Río de Janeiro, cedida por la AEEFL - Asociación de Ingenieros Ferroviarios (véase: Ferromodelismo). AFERJ abre todos los martes y jueves de 14:00 a 18:00 horas y los sábados de 9:00 a 18:00 horas. Los sábados, los socios llevan sus trenes en miniatura y los hacen funcionar en la maqueta de la Asociación que tiene 5 líneas independientes con unos 300 metros de vía y está totalmente decorada. El acceso es libre y hay un aparcamiento gratuito para los visitantes. En el edificio también hay salas para la Policía Federal Ferroviaria, el SESEF (Servicio Social Ferroviario) y la Sociedad Estatal de Ingeniería de Transporte y Logística. También hay una rica biblioteca con numerosos planos ferroviarios y un puesto de tiro perteneciente a la PFF en el recinto de la estación. Muchos siguen soñando con la reapertura de la estación Leopoldina para que vuelva a ser una estación ferroviaria con ramales de SuperVía.
En diciembre de 2015, el secretario municipal de transportes de Río de Janeiro confirmó que vendería el antiguo edificio de la secretaría de transportes de la ciudad, en aquel momento situado en una dirección privilegiada del barrio de Copacabana, para instalar su oficina en el antiguo edificio. Y tuvo sus instalaciones transferidas y permaneció hasta el cambio de secretario.

## Revitalización
En febrero de 2024, el presidente Lula firmó un acuerdo de cooperación con el entonces alcalde de Río de Janeiro, Eduardo Paes, mediante el cual el Gobierno Federal cedía la gestión de la estación al municipio para la restauración del espacio.
Paes dijo que el edificio deberá ser utilizado por institutos federales, mientras que en la parte trasera del edificio se construirá un centro de convenciones y la "Cidade do Samba 2" para albergar los cobertizos de las escuelas de samba de la "Serie Oro", así como un proyecto de viviendas del programa "Minha Casa, Minha Vida" y un Gimnasio Educativo Tecnológico. Paes afirmó que aún no hay plazo para la entrega de los proyectos.